# 褐山
褐山，又名四褐山，是一座位於安徽省蕪湖市鳩江區四褐山街道的山嶺。海拔132米，是芜湖市市区海拔最高的山嶺，山中的褐山揽胜是芜湖十景之一。

## 歷史
大明一統志，卷十六 太平府 記載稱：
褐山，在府城西南三十五里，臨大江。五代史，楊行密攻趙鍠於褐山，大敗之。又九國志，田頵與馮弘鐸帥舟師戰於褐山，皆此也。宋，梅堯臣有詩。